# Cheracebus medemi
Cheracebus medemi é uma espécie de guigó, um Macaco do Novo Mundo, da família Pitheciidae e subfamília Callicebinae endêmico da Colômbia.